# Bandera de Baja Sajonia

Enseña de la bandera de Baja Sajonia en el mar (Landesdienstflagge); adoptada en 1951; proporción 3:5.

La bandera de Baja Sajonia consiste de la bandera de la República Federal de Alemania en negro-rojo-oro, con el escudo de armas de Baja Sajonia, desplazado ligeramente hacia el mástil. Esta es la bandera civil y del Estado. Una versión de dos colas en proporción 3:5 es utilizada como enseña del Estado.

## Historia
La bandera de Baja Sajonia fue introducida el 1 de mayo de 1951, y hecha oficial el 13 de octubre de 1952. En el desenlace de la II Guerra Mundial se hizo necesario una bandera neutral para el Estado de Baja Sajonia que consistía en la agrupación de las entidades anteriormente separadas de Hannover, Brunswick, Oldemburgo y Schaumburg-Lippe. Hasta el lanzamiento oficial de la actual bandera de Baja Sajonia, las anteriores banderas oficiales de sus respectivas regiones eran utilizadas en las funciones oficiales. Desarrollado en paralelo, existía un diseño utilizando la bandera de Hannover Welf de franjas horizontales amarillas y blancas con el escudo de armas en el medio. Sin embargo, las partes que no pertenecían a Hannover del Estado rechazaron este diseño. Hoy en día, las anteriores banderas nacionales de Lippe, Hannover, Brunswick, Oldenburgo y Schaumburg solo son vistas en eventos históricos o folclóricos, como festivales.